# Popeye 3: WrestleCrazy
Popeye 3: WrestleCrazy, o solo Popeye 3 nelle schermate, è un videogioco di wrestling con protagonista Braccio di Ferro, pubblicato nel 1992 per Amstrad CPC, Commodore 64 e ZX Spectrum e nel 1995 per Amiga dalla Alternative Software, editrice britannica che era specializzata nei titoli a basso costo. È il seguito di Popeye (1985) e Popeye 2 (1991) sempre della Alternative Software, ma i tre giochi hanno poco in comune tra loro oltre al protagonista.

## Modalità di gioco
Braccio di Ferro è stato rapito dagli alieni per partecipare a una competizione intergalattica di wrestling contro creature extraterrestri di diverse specie. Il giocatore controlla Braccio di Ferro e deve sconfiggere una serie di creature nell'ordine prestabilito. C'è anche una modalità a due giocatori in cui il secondo giocatore controlla l'alieno. La schermata di gioco è fissa sul ring visto in prospettiva e circondato da un pubblico di mostri di ogni genere.
I personaggi da affrontare sono cinque (nelle versioni del 1992) e hanno alcune capacità specifiche:
1. Un'imitazione del mostro di Alien;
2. Una specie di piccolo dinosauro che può colpire con la coda;
3. L'uomo ombra plasmatico, parzialmente invisibile;
4. Un mostricciattolo tondeggiante;
5. Un robot.

I due contendenti si muovono sul ring in due dimensioni e possono ridurre l'energia dell'avversario con alcune mosse, con l'obiettivo finale di bloccarlo a terra per tre secondi. Braccio di Ferro può sferrare calci e saltare, anche sopra gli angoli delle corde, da cui provare a balzare addosso all'avversario. Quando i due si avvicinano abbastanza si afferrano, e per avere la meglio si devono oscillare i controlli più rapidamente possibile. Chi porta così al massimo il proprio indicatore di forza può effettuare un headlock (presa alla testa), e ancora smanettando i controlli si può infine atterrare l'avversario; Braccio di Ferro può anche effettuare un piledrive ("battipalo").
Ai bordi del ring ci sono tra gli spettatori tre personaggi del fumetto che occasionalmente possono mandare oggetti sul ring. Olivia porge barattoli di spinaci e Poldo porge hamburger, entrambi se raccolti ricaricano l'energia. Gli spinaci danno inoltre a Braccio di Ferro extra forza nelle prese per un breve tempo, tramite una mossa visualizzata come una nuvola di polvere. Bluto lancia bombe con miccia che causano danni quando esplodono vicino. Anche gli avversari possono impadronirsi delle ricariche o essere colpiti dalle bombe.
La versione Amiga ha un gameplay un po' diverso dalle altre, in particolare le creature da affrontare sono differenti e più numerose rispetto a quelle sopra elencate.
Le riviste britanniche Your Sinclair e Sinclair User, dedicate allo ZX Spectrum, pubblicarono nelle cassette allegate rispettivamente un'espansione e un demo di Popeye 3 che permettono di affrontare un sesto avversario, la caricatura di un redattore di ciascuna rivista.